# Luigi Tosti
Luigi Tosti (Napoli, 13 febbraio 1811 – Montecassino, 24 settembre 1897) è stato un abate, patriota e storico italiano.
Monaco benedettino e abate di Monte Cassino, studioso di cose ecclesiastiche ed esponente del neoguelfismo, ha avuto un ruolo di primo piano non soltanto nell'ambito della storiografia cattolico-liberale del XIX secolo, come peraltro attestato da Benedetto Croce, ma anche per il coinvolgimento attivo nei moti del 1848, sostenendo le idee di Vincenzo Gioberti e contribuendo a rilanciarle con il volume sulla Storia della Lega lombarda, dedicato a Pio IX, che si configurava come una sorta di inno al patriottismo per i cattolici. Ebbe anche rilievo, nel 1887, il suo tentativo, poi risultato vano, di favorire la Conciliazione fra Stato e Chiesa.
(B. Croce, Storia della storiografia italiana nel secolo decimonono, I, Laterza, Bari 1921, p. 146.)

## Biografia

### Prime fasi

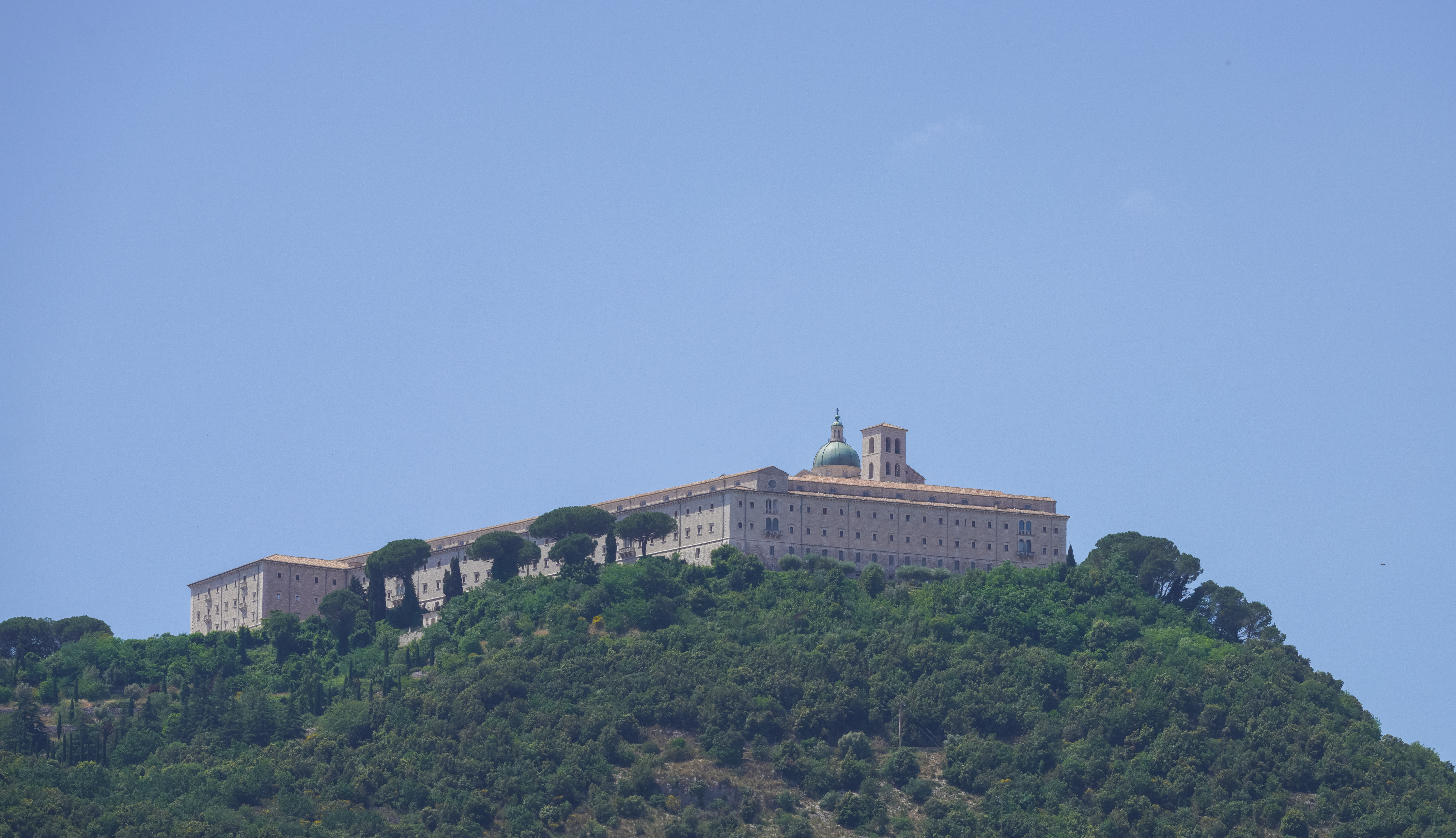
L'Abbazia di Montecassino

Nato da famiglia nobile, fin da giovanissimo fu mandato all'Abbazia cassinese, dove aveva uno zio monaco. Completati gli studi a Roma, ricevette l'ordinazione sacerdotale nel 1833. Tornato a Cassino, divenne lettore e insegnante di teologia all'abbazia.
Fin dai primi anni della permanenza cassinate, Tosti si dedicò allo studio e alle ricerche erudite, dimostrando una non comune simpatia, almeno per un esponente della gerarchia cattolica, anche per gli storici tedeschi, convinto che i fatti, «al tocco del razionalismo germanico», incominciassero a «palpitare della vita». Non è un caso, del resto, che Croce, inserendo il padre benedettino nella scuola storiografica cattolica-liberale, comprendente tra gli altri Manzoni, Carlo Troya, Gioberti, Cesare Balbo e Tommaseo, tenesse a precisare che la «tendenziosità» riscontrata nei lavori di questo filone pubblicistico apparteneva alla «forma più alta», in quanto i suoi maggiori esponenti (secondo il filosofo «fermissimi cattolici, tutti non meno fermi patrioti e liberali») applicavano quotidianamente tutto quanto avevano essi stessi delineato nelle loro opere, anche come insegnamento per il futuro.
I primi studi degni di rilievo dell'abate Tosti si ebbero con i tre volumi della Storia della Badia di Monte Cassino, editi tra il 1842 e il 1843, e con la monografia di Bonifacio VIII del 1846. Ma, anche dato il clima in cui insisteva, e per gli strascichi che da essa derivarono, la pubblicazione più complessa e, per certi versi, più importante del benedettino era rappresentata dalla Storia della Lega lombarda. Infatti, uscita in pieno Risorgimento, questa pubblicazione se, da un lato, ottenne l'avallo del pontefice, destò, dall'altro lato, molte perplessità nella gerarchia ecclesiastica, per via del parallelo tra lo stesso Pio IX e papa Alessandro III.

### Il patriottismo

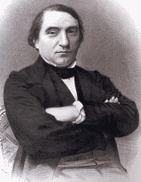
Ernest Renan

La Storia leghista s'inseriva nel quadro dell'attività illuminata dei benedettini di Montecassino. A tal riguardo Ernest Renan, che aveva viaggiato in Italia tra il 1849 e il 1850, affermò che, nel declino morale e sociale caratterizzante il Regno di Napoli, la predetta abbazia emergeva, al contrario, come la culla di un nuovo ed originale movimento intellettuale, sospinto proprio da Tosti, che pure non era riuscito a incontrare. In quest'opera il padre benedettino, secondo il filosofo francese, spiegava che il fatto che l'Italia fosse cattolica avrebbe dovuto significare anche che i cattolici, mostrando amore per la patria, dovevano volere per essa libertà e democrazia, e quindi essere patriottici. Dello stesso avviso Benedetto Croce che, esaminando la medesima Storia, che era aperta dalla celebrazione delle città italiane, affermava che il Tosti del 1848 «sentiva risorto nel suo petto l'animo di un ardente seguace di papa Gregorio VII o di Alessandro III, rinnovato insieme e temprato agli ideali della nazionalità italiani e della civiltà del secolo decimonono». Del resto, basta leggere l'emblematica dedica a Pio IX di questa Storia per comprendere appieno lo spirito e la carica ideale che animavano il Tosti patriota risorgimentale: «Con questo volume nelle mani affacciatevi, Padre Beatissimo, dalla mistica rocca della Chiesa: contemplate l'avvenire, interrogate il passato, palpate i nostri petti, e addimandate al palpito de' nostri cuori se siamo figli di quei Lombardi, che, ammogliato il Romano Pontefice alla libertà della patria, seppero con immacolato sangue difenderlo».

### Dopo il 1848
Questi concetti, come rilevava Renan, si sarebbero fatti più vivi nell'opuscolo Il veggente del secolo XIX, che uscì per i tipi dell'abbazia di Montecassino nel 1860. Nel frattempo, però, la vita del padre benedettino era cambiata. Infatti, essendosi nel 1848 adoperato per ottenere dal pontefice la rinuncia al potere temporale e per evitare che la città eterna fosse preda dei francesi, era stato costretto a salvarsi dalle ritorsioni borboniche, riparandosi prima a Roma e poi in Toscana, per far ritorno a Cassino soltanto nel 1850. Da allora Tosti era tornato ai suoi studi, scrivendo nell'ordine, fra le altre, le storie di Pietro Abelardo nel 1851, del concilio di Costanza nel 1853, dello scisma greco nel 1856 e di Matilde di Canossa nel 1859, così come i prolegomeni alla Storia universale della Chiesa (1861) e il polemico S. Benedetto al parlamento nazionale, che uscì in coincidenza con l'Unità.

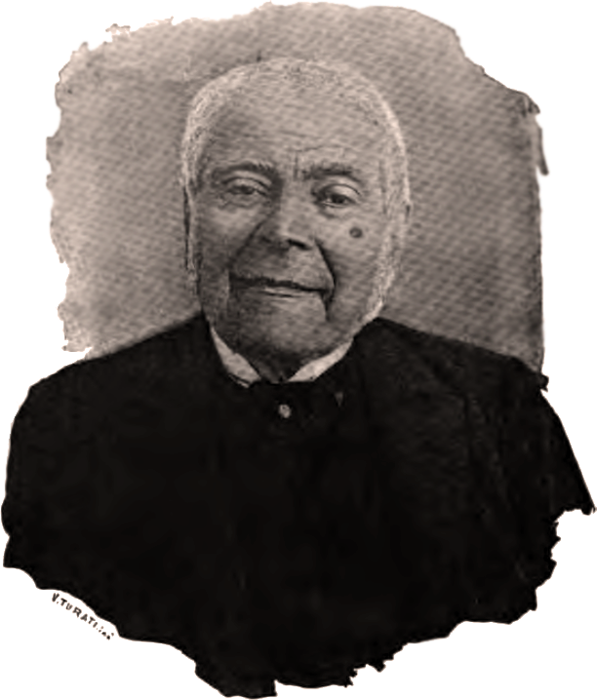
Bartolommeo Capasso

Se nel 1870-71, durante la guerra franco-prussiana, era annoverato, come attesta Federico Chabod, fra gli intellettuali che cercarono di spronare il governo verso un armamento italiano, il ruolo del padre benedettino emerse con maggior spinta alla fine degli anni Ottanta del XIX secolo. Padre Tosti si adoperò, infatti, per formalizzare la distensione nei rapporti fra lo Stato italiano e il papato, anche attraverso un opuscolo di 23 pagine, pubblicato nel 1887, dall'inequivocabile titolo: La conciliazione. Il suo contenuto, come emerge dai carteggi con Gabrio Casati, era già in nuce negli anni dell'unificazione nazionale. Sta di fatto che l'opuscolo e l'opera di intermediazione di Tosti fra Crispi e Leone XIII, approvati inizialmente da quest'ultimo, furono invece sconfessati.
Tosti ebbe un ruolo importante anche quale sovrintendente generale per i monumenti sacri d'Italia: infatti, dopo essersi per battuto per l'apertura del Museo campano, e averlo inaugurato, riuscì a far riunire il 30 dicembre 1879, e per la prima volta, i membri di diversi consessi del napoletano, fra i quali anche Bartolommeo Capasso, al fine di discutere dello stato dei monumenti, farne un elenco e verificare quali di essi dovevano essere sottoposti a restauro. Fece parte della commissione d'esame della Scuola vaticana di paleografia diplomatica e archivistica.
Tutte le opere del padre benedettino furono ristampate, in 19 volumi, tra il 1886 e il 1899.

## Opere
- La penitente del Giordano. Leggenda, Tip. della Sibilla, Napoli 1834.
- Storia della Badia di Montecassino, 3 voll., Tip. Cirelli, Napoli 1842-1843.
- Il salterio del pellegrino, Tip. Cherubini, Ancona 1845.
- Storia di Bonifazio VIII e de' suoi tempi, Tip. di Montecassino, Ivi 1846.
- Elogio di S. Vincenzo de' Paoli, Tip. di Montecassino, Ivi 1847.
- Storia della Lega lombarda, Tip. di Montecassino, Ivi 1848.
- Il veggente del secolo XIX, Tip. di Montecassino, Ivi 1860.
- Storia di Abelardo e dei suoi tempi, Stab. Tip. del Poliorama Pittoresco, Napoli 1851, su books.google.it.
- Storia del Concilio di Costanza, 2 voll., Stab. Tip. del Poliorama, Napoli 1853.
- Della vita di S. Domenico abate dell'ordine di S. Benedetto, Stab. Tip. Festa, Napoli 1855.
- Storia dell'origine dello Scisma greco, 2 voll., Le Monnier, Firenze 1856.
- Il salterio di Maria o mese mariano, Tip. di Montecassino, Ivi 1858 (III ed.).
- La contessa Matilde e i Romani Pontefici, Barbera, Firenze 1859.
- Mealech, o il libro del povero, Tip. Gioja, Napoli 1859.
- S. Benedetto al Parlamento nazionale, Stab. Tip. Gioja, Napoli 1861. Anche in edizione palermitana dello stesso anno, presso la Tipografia e Legatoria Clamis e Roberti.
- Prolegomeni alla storia universale della Chiesa, 2 voll., Barbera, Firenze 1861.
- Scritti vari, Tip. di Montecassino, Ivi 1870.
- La biblioteca dei codici manoscritti di Monte Cassino, Stamp. della Regia Università, Napoli 1874.
- Torquato Tasso e i benedettini cassinesi, Tip. di Montecassino, Ivi 1877.
- Il centenario di S. Benedetto. Parole ai Napoletani, Tip. di Montecassino, Ivi 1879.
- La donna nell'arte, Tip. Camera dei Deputati, Roma 1886.
- Ricordi biblici, Tip. Camera dei Deputati, Roma 1886.
- La conciliazione, Tip. Pasqualucci, Roma 1887.
- Della vita di San Benedetto. Discorso storico, Unione Coop. editrice, Roma 1892.
- Vita di S. Benedetto patriarca de' monaci d'Occidente, a cura di C.L. Torelli, Tip. di Montecassino, Ivi 1895.
- Berardo Mezucelli, Tip. Ricci, Cheti 1897.
- Opere postume. Prose e poesie, Tip. di Montecassino, Ivi 1899.

## Epistolari
- M. Mandalari, Aneddoto dantesco con lettera di don Luigi Tosti a don Gaetano Bernardi, Tip. Galatola, Catania 1901.
- F. Quintavalle (a cura di), La conciliazione fra l'Italia ed il papato nelle lettere del p. Luigi Tosti e del sen. Gabrio Casati, Cogliati, Milano 1907.
- S.M. Vismara, L'abate Luigi Tosti nella corrispondenza col senatore Gabrio Casati. Montecassino e la questione romana, Officina poligrafica italiana, Roma 1908.
- G. Paladino, Il padre Tosti in alcune sue nuove lettere, Tip. Pinnaro, Roma 1921.
- A. Sacchetti Sassetti, Lettere inedite di D. Luigi Tosti, in «Rassegna Nazionale», LII (1930), s. III, vol. XII, pp. 101–116.
- D. Bassi, Lettere inedite ad Alessandro Manzoni, in «Aevum», IV (1930), fasc. 1, pp. 3–20.
- M. Inguanez, Lettere di Gladstone all'abate Luigi Tosti sulla conciliazione, in «Nuova Antologia», LXXII (1937), fasc. 1556, pp. 162–177.
- T. Leccisotti, Don Luigi Tosti agli inizi della sua attività intellettuale, in «Benedictina», IV, 1947, pp. 259–317.
- M. Dell'Omo, Dall'"Epistolario Tosti" dell'Archivio privato di Montecassino. I. Documenti della medievistica ottocentesca. Due lettere inedite di Carlo Troya a D. Luigi Tosti sulla "Questione longobarda". II. Per la biografia del P. Agostino Theiner prefetto degli Archivi Vaticani (1855-1870) e di D. Luigi Tosti monaco ed abate. Lettere inedite a D. Luigi Tosti degli anni 1855-1870, in «Monastica», VII, Montecassino 1987 (Miscellanea Cassinese 56), pp. 165–217.